# Jinnan

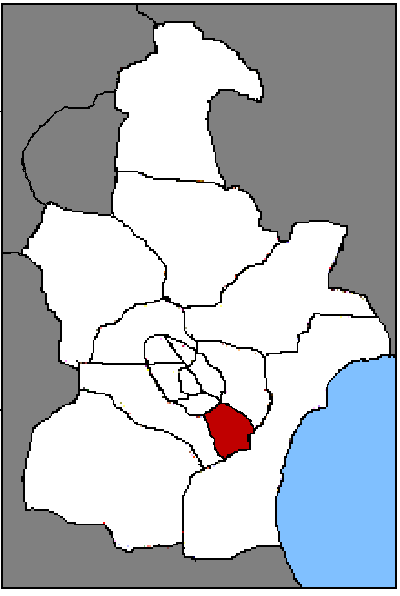
Lage des Stadtbezirks Jinnan in Tianjin

Der Stadtbezirk Jinnan (chinesisch 津南區 / 津南区, Pinyin Jīnnán Qū) gehört zum Verwaltungsgebiet der regierungsunmittelbaren Stadt Tianjin in der Volksrepublik China. Er liegt zwischen dem Zentrum von Tianjin und der Bohai-Bucht. Die Fläche beträgt 386,3 Quadratkilometer und die Einwohnerzahl 928.066 (Stand: Zensus 2020).